# 喬丹·史密斯
喬丹·史密斯（英語：Jordan Smith；1992年11月9日—）是一位英格蘭職業高爾夫球選手。史密斯在2014年成為職業高爾夫球手。在2015賽季他主要參加PGA歐巡賽的比賽，並獲得了2016賽季PGA挑戰巡迴賽的參賽卡。業餘時期他獲得過兩次賽事冠軍。2016賽季，他獲得了自己的第二個巡迴賽冠軍。

## 外部連結
- 喬丹·史密斯在歐洲巡迴賽官方網站
- 喬丹·史密斯在男子高爾夫世界排名的官方網站